# 圖書館旅館

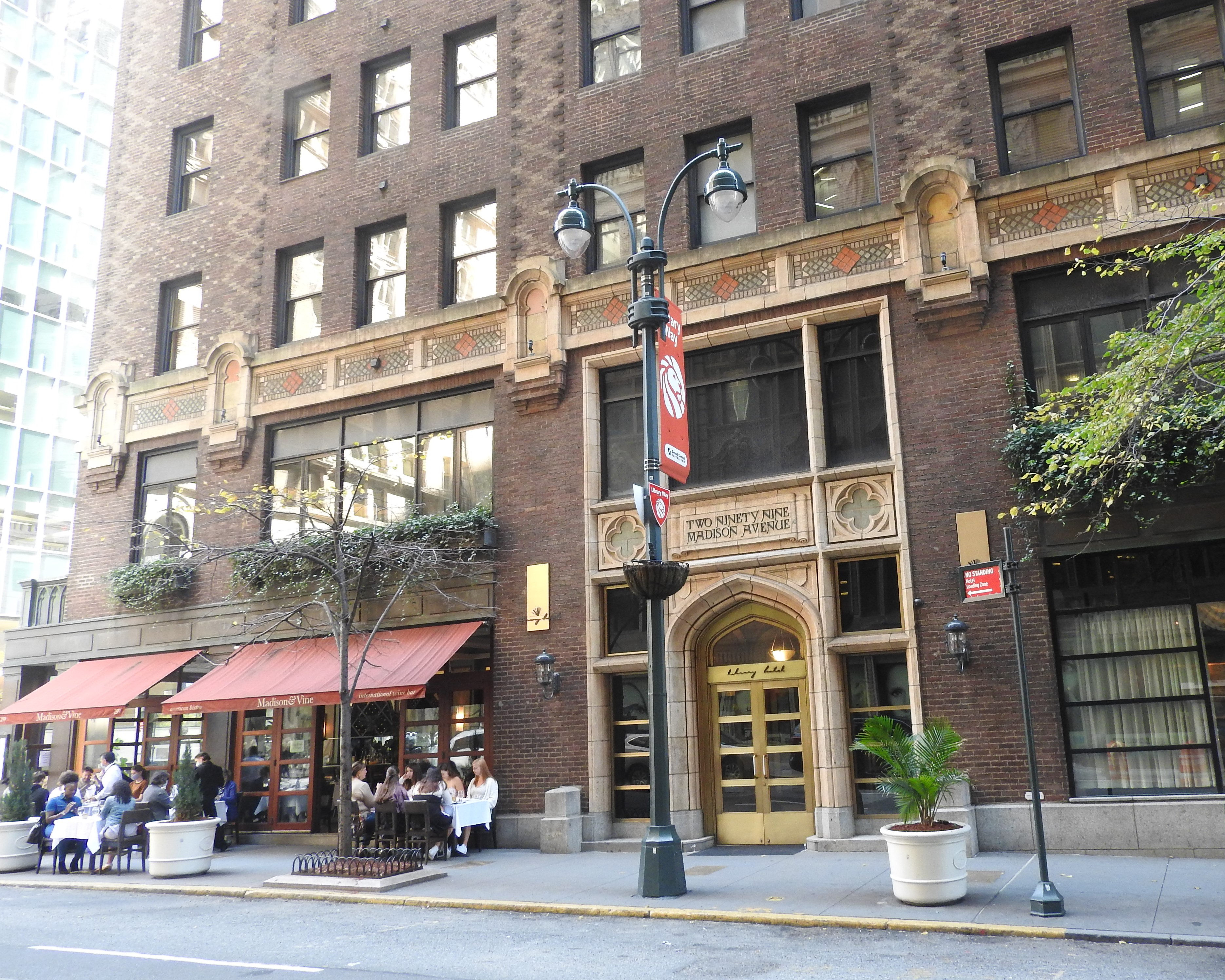
旅館前方入口

圖書館旅館（英語：Library Hotel）位於美國紐約麥迪遜大道（Madison Avenue）299號。附近有著名的「紐約公共圖書館」和「皮爾龐特．摩根博物館」。
該旅館有14層樓，共60間「藏書室」，並以「杜威十進位圖書分類法」來為房間命名。

三樓「社會科學」(Social Sciences)

四樓「語言」(Language)

五樓「數學及自然科學」(Math and Science)

六樓「科技」(Technology)

七樓「藝術」(The Arts)

八樓「文學」(Literature)

九樓「歷史」(History)

十樓「一般知識」(General Knowledge圖書館界通稱為「總類」)

十一樓「哲學」(Philosophy)

十二樓「宗教」(Religion)。
每個樓層的六間房間，再以各小類命名，如七樓「藝術」樓的001號房間是「建築」房（700.001 Architecture）、002號房是「繪畫」房（700.002 Painting）、003號房是「表演藝術」房、004號房是「攝影」房、005號是「音樂」房、006號房是「服裝設計」房......等；同樣的、九樓「歷史」樓層的004號房是「亞洲史」（Asian History），001號房是「二十世紀史」房......等等。每個房間約有二十五本到一百本之間的圖書，若加上其他開放空間所布置的圖書，全旅館的藏書超過六千餘冊。此外，每個房間還提供來自美國電影學會的100部最佳錄影片。
圖書館旅館每晚收費約兩百到四百美元不等，當中最受歡迎的是位於第11層的6號房間：愛情套房。房間裡全部都是關於愛情的書籍。這是唯一有陽臺的房間，同時也是需求量最大的房間。